# Sometimes (canção de Donkeyboy)
"Sometimes" é o segundo single da banda norueguesa Donkeyboy, sendo seu single mais bem sucedido, somente atrás de "Ambitions", single que passou 13 semanas no topo da VG-lista norueguesa. "Sometimes", assim como "Ambitions" é pertence ao álbum de estréia da banda, Caught In a Life.

## Desempenho nas Paradas
A canção entrou na VG-lista na 38ª semana de 2009, na sétima colocação, e logo na semana seguinte, alcançou a primeira colocação, que manteve por mais duas semanas, até que na 42ª semana caiu para a sexta posição. A canção reentrou na primeira posição da tabela entre a 44º e 46º e entre a 48º e a 49º semana, ou seja, um total de oito semanas no topo. A música somente saiu da parada na 11ª semana de 2010, passando um total de vinte e seis semanas na parada.

### Paradas
| Parada (2009) | País    | Melhor posição |
| ------------- | ------- | -------------- |
| VG-lista      | Noruega | 1              |